# Судома
Судома — река в России, протекает по Псковской области. Устье реки находится в 178 км от устья Шелони по левому берегу. Судома берёт начало из ключей озера Навережское в самой возвышенной части Судомских гор.
Длина реки составляет 65 км, площадь водосборного бассейна — 480 км². Ширина лишь в нескольких местах доходит до 20 метров, глубина до 1 метра. Весной и при сильных дождях воды её быстро прибывают, местами река выходит из берегов.
В верховье Судома быстрым извилистым потоком вьётся между гор в глубоких и обрывистых берегах, принимая множество небольших речек. В районе Порхова Судома выходит на равнину, но до самого устья имеет овражистые берега и течение её быстро. Грунт берегов глинистый и супесчаный, дно реки каменистое; вода чистая, светлая.
- В 14 км от устья, по левому берегу реки впадает река Хмелька.

- В 51 км от устья, по левому берегу реки впадает река Локонка. В 30 км от устья, по правому берегу реки впадает река Кобылица.

С названием реки связано много легенд. Вот одна из них. Жили три великана: отец Лобно, мать Судома и дочь Степулнха. Сторожили землю свою от врагов, а оружием у них был огромный каменный топор — один на троих. Когда наступали враги, великаны перебрасывали топор друг другу. Но однажды он вырвался из рук и утонул в озере, и когда враги стали одолевать, Судома не выдержала — заплакала и произнесла заклинание. И все трое великанов превратились в горы и тем перекрыли путь врагам, а от слёз, пролитых матерью, родилась река Судома.

## Данные водного реестра
По данным государственного водного реестра России относится к Балтийскому бассейновому округу, водохозяйственный участок реки — Шелонь, речной подбассейн реки — Волхов. Относится к речному бассейну реки Нева (включая бассейны рек Онежского и Ладожского озера).
Код объекта в государственном водном реестре — 01040200412102000024403.